# Gissmunden
Gissmunden är en sjö i Sävsjö kommun i Småland och ingår i Lagans huvudavrinningsområde. Sjön är 9,1 meter djup, har en yta på 0,609 kvadratkilometer och är belägen 212,1 meter över havet. Vid provfiske har bland annat abborre, braxen, gädda och löja fångats i sjön.

## Delavrinningsområde
Gissmunden ingår i det delavrinningsområde (634780-143093) som SMHI kallar för Inloppet i Allgunnen. Avrinningsområdets medelhöjd är 230 meter över havet och ytan är 39,53 kvadratkilometer. Det finns ett delavrinningsområde uppströms, och räknas det in blir den ackumulerade arean 54,1 kvadratkilometer. Lillån (Degerå) som avvattnar avrinningsområdet har biflödesordning 3, vilket innebär att vattnet flödar genom totalt 3 vattendrag innan det når havet efter 231 kilometer. Delavrinningsområdet består mestadels av skog (77 procent). Avrinningsområdet har 1,46 kvadratkilometer vattenytor vilket ger det en sjöprocent på 3,7 procent.

## Fisk
Vid provfiske har följande fisk fångats i sjön:
- Abborre
- Braxen
- Gädda
- Löja
- Mört